# Bijelo Brdo (Chorwacja)
Bijelo Brdo – wieś w Chorwacji, w żupanii osijecko-barańskiej, w gminie Erdut. W 2011 roku liczyła 1961 mieszkańców.